# Sainte-Jalle
Sainte-Jalle est une commune française située dans le département de la Drôme en région Auvergne-Rhône-Alpes.

## Géographie

### Localisation
Sainte-Jalle est située à 18 km à l'est de Nyons (chef-lieu du canton) et à 14 km au nord de Buis-les-Baronnies.

### Relief et géologie
Sites particuliers :
- Col de Goudon ;
- Col d'Ey (718 m) ;
- la Fournache (1 030 m) ;
- Montagne de Montlaud.

### Hydrographie
La commune est arrosée par les cours d'eau suivants :
- le Grand Gourjas
- l'Ennuye
- le Rieufrais
- Ruisseau de Champourceau
- Ruisseau de Goudon
- Ruisseau de Jouisse
- Ruisseau de la Crotte
- Ruisseau de la Peyrière
- Ruisseau de Largeas
- Ruisseau de Merderie
- Ruisseau de Pouytane
- Ruisseau des Marcons

### Climat
Pour des articles plus généraux, voir Climat d'Auvergne-Rhône-Alpes et Climat de la Drôme.
En 2010, le climat de la commune est de type climat méditerranéen altéré, selon une étude du Centre national de la recherche scientifique s'appuyant sur une série de données couvrant la période 1971-2000. En 2020, Météo-France publie une typologie des climats de la France métropolitaine dans laquelle la commune est exposée à un climat de montagne ou de marges de montagne et est dans la région climatique Alpes du sud, caractérisée par une pluviométrie annuelle de 850 à 1 000 mm, minimale en été.
Pour la période 1971-2000, la température annuelle moyenne est de 12,6 °C, avec une amplitude thermique annuelle de 16,7 °C. Le cumul annuel moyen de précipitations est de 933 mm, avec 6,9 jours de précipitations en janvier et 4,4 jours en juillet. Pour la période 1991-2020, la température moyenne annuelle observée sur la station météorologique de Météo-France la plus proche, « Bésignan », sur la commune de Bésignan à 4 km à vol d'oiseau, est de 12,6 °C et le cumul annuel moyen de précipitations est de 783,1 mm,. Pour l'avenir, les paramètres climatiques de la commune estimés pour 2050 selon différents scénarios d'émission de gaz à effet de serre sont consultables sur un site dédié publié par Météo-France en novembre 2022.

## Urbanisme

### Typologie
Au 1er janvier 2024, Sainte-Jalle est catégorisée commune rurale à habitat dispersé, selon la nouvelle grille communale de densité à 7 niveaux définie par l'Insee en 2022.
Elle est située hors unité urbaine et hors attraction des villes,.

### Occupation des sols
L'occupation des sols de la commune, telle qu'elle ressort de la base de données européenne d’occupation biophysique des sols Corine Land Cover (CLC), est marquée par l'importance des forêts et milieux semi-naturels (53,7 % en 2018), une proportion sensiblement équivalente à celle de 1990 (54,3 %). La répartition détaillée en 2018 est la suivante : milieux à végétation arbustive et/ou herbacée (34,9 %), zones agricoles hétérogènes (25,6 %), forêts (16,7 %), cultures permanentes (14,8 %), terres arables (5,9 %), espaces ouverts, sans ou avec peu de végétation (2,1 %). L'évolution de l’occupation des sols de la commune et de ses infrastructures peut être observée sur les différentes représentations cartographiques du territoire : la carte de Cassini (XVIIIe siècle), la carte d'état-major (1820-1866) et les cartes ou photos aériennes de l'IGN pour la période actuelle (1950 à aujourd'hui).

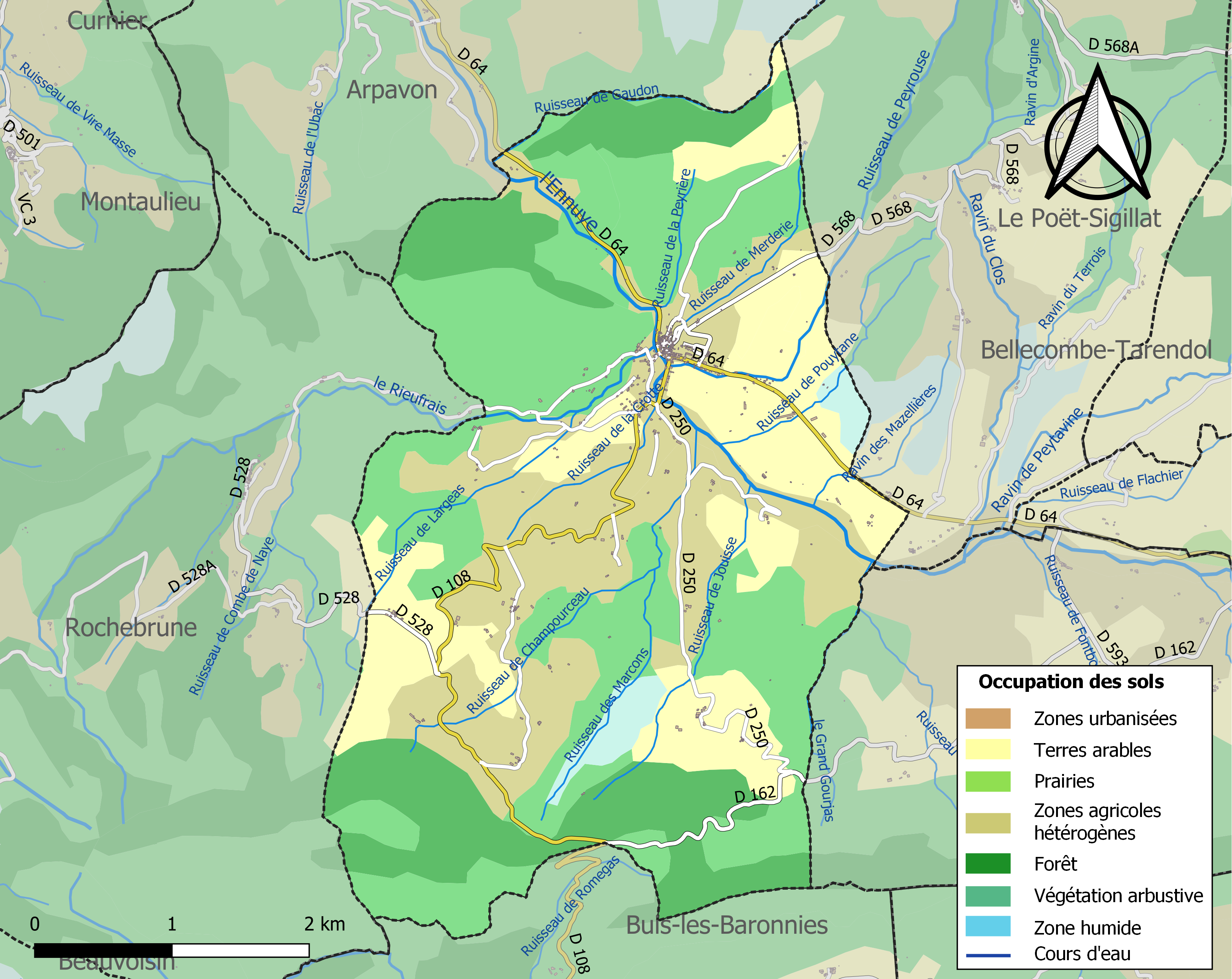
Carte des infrastructures et de l'occupation des sols de la commune en 2018 (CLC).

#### Quartiers, hameaux et lieux-dits
Site Géoportail (carte IGN) :
- Ferme Brun
- Ferme de Champourceau
- Ferme de Serre d'Enguillard
- Ferme de Serre Teston
- Ferme des Mazellières
- Ferme du Col d'Ey
- Ferme Roux
- Fermes de Fleur de Mai
- Fournelle
- Garenne
- Gouvernoux
- la Biove
- la Condamine
- la Fauchère
- la Fournache
- la Gardiole
- la Grand-Grange
- Languigone
- la Rosière
- la Rourie
- le Grès
- le Gros Buis
- le Majon
- le Plan
- le Routas
- les Blaches
- les Chaux
- les Faysses
- les Œuillacs
- les Prayots
- l'Estang
- les Ubacs
- les Vers
- Notre-Dame de Beauver
- Pays
- Pierrefeu
- Saint-Quenin
- Sous Vialle
- Terruche
- Vendhomme
- Vial
- Videaux

Anciens quartiers, hameaux et lieux-dits :
- l'Aire est un quartier attesté en 1891. Il était dénommé l'Yère de la Cour en 1635 (terrier du roi)[13].
- l'Anguigonne est une ferme attestée en 1891. Il avait été dénommé Languigonne (plan cadastral)[14].

## Toponymie

### Attestations
Dictionnaire topographique du département de la Drôme :
- 1220 : castrum de Sancta Galla (Valbonnais, II, 165).
- 1284 : castrum de Sancta Jalla (Valbonnais, II, 118).
- 1405 : Saincte Jaille (choix de documents, 342).
- 1537 : Sancto Gallo (archives de la Drôme, E 4746).
- 1627 : Saincte Jalle aux Baronnies (archives de la Drôme, E 2539).
- 1891 : Sainte-Jalle, commune du canton de Rémuzat.

### Étymologie
Le nom de la commune est celui de sainte Galle de Bagenum (VIe siècle)[source insuffisante].

L'occitan ancien Santa Gala a évolué en Santa Jala (palatalisation du g typique du vivaro-alpin)[réf. nécessaire].

## Histoire

### Préhistoire
Occupation de l'Âge du Bronze (grotte de Montlaud).

### Protohistoire
Le territoire de Sainte-Jalle fait partie de la tribu gauloise des Voconces.

### Antiquité: les Gallo-romains
Sainte-Jalle est le centre du pagus Bag(inensis), une des subdivisions de la cité des Voconces. Plusieurs autels ont été retrouvés qui attestent d'un culte aux déesses Baginatiae.
Un temple romain aurait existé à l'emplacement actuel de l'église Notre-Dame-de-Beauvert (ou Beauver), ainsi que le démontrent l'inscription latine qui se trouve sur un pilier (à droite du chœur) et les quatre colonnes antiques de l'abside[réf. nécessaire].

### Du Moyen Âge à la Révolution
Sainte-Jalle est un gros village de la riche vallée appelée « le grenier des Baronnies »[réf. nécessaire].
Au VIIe siècle, les moines de l'abbaye de Bodon de Saint-May s'y installent et lui donnent le nom de Sainte-Galle, une vierge chrétienne qui, d'après la légende, aurait mis les barbares en fuite sous les murs de Valence (voir plus bas, paragraphe Lieux et monuments)[réf. nécessaire].
La seigneurie :
- Au point de vue féodal, Sainte-Jalle est une terre (ou seigneurie) des barons de Mévouillon et des barons de Montauban.
- La terre est partagée entre les Arzelliers, les Agoult de Mison et les Artaud.
- 1202 : les Arzelliers vendent leur part aux Ancezune.
- 1265 : les Artaud donnent une charte de libertés municipales aux habitants.
- 1310 : la part des Artaud passe (par héritage) aux Alleman.
- 1334 : la part des Alleman passe aux Ancezune.
- 1336 : les biens des Ancezune passent aux dauphins.
- 1343 : la part des dauphins est vendue aux princes d'Orange.
- 1350 : la part des princes d'Orange est vendue aux Alleman.
- (non daté) : la part des Agoult est acquise par les Alleman. La terre est réunifiée.
- La seigneurie passe aux Sassenage.
- 1402 : elle passe aux Thollon.
- 1667 : elle passe (par mariage) aux Fortia.
- 1723 : elle passe (par mariage) aux Corriolis de Limaye, derniers seigneurs.

Le 15 avril 1586, pendant les guerres de Religion, Lesdiguières prend Sainte-Jalle après 200 coups de canon[réf. nécessaire].
Avant 1790, Sainte-Jalle était une communauté de l'élection de Montélimar, de la subdélégation et du bailliage du Buis.

Elle formait une paroisse du diocèse de Sisteron, dont l'église était dédiée à sainte Galle et dont les dîmes appartenaient au prieur du lieu (voir Notre-Dame de Beauvert).

#### Notre-Dame de Beauvert
En 1891, l'église Notre-Dame-de-Beauvert est une chapelle de la commune de Sainte-Jalle

### De la Révolution à nos jours
En 1790, Sainte-Jalle devient le chef-lieu d'un canton du district de Buis-les-Baronnies, comprenant les municipalités de Arpavon, Autane, la Bâtie-Verdun, Bellecombe, Bésignan, Gouvernet, Montaulieu, Montréal, le Poët-Sigillat, Rochebrune, Sahune, Sainte-Jalle et Saint-Sauveur. La réorganisation de l'an VIII (1799-1800) en fait une simple commune du canton de Rémuzat.

## Politique et administration

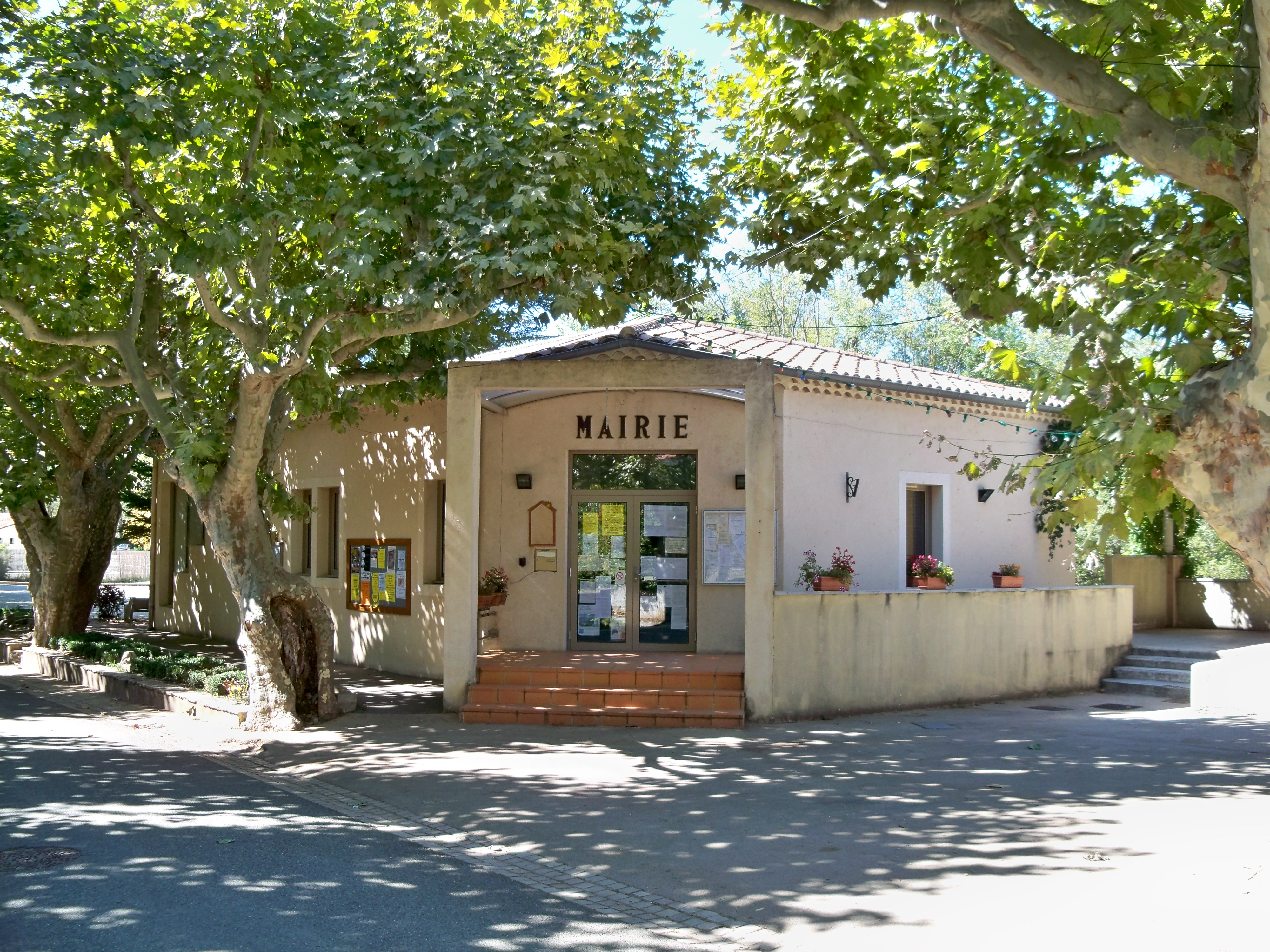
Mairie de Sainte-Jalle.

### Liste des maires
| Période                                                                      | Période                       | Identité                           | Étiquette | Qualité       |
| ---------------------------------------------------------------------------- | ----------------------------- | ---------------------------------- | --------- | ------------- |
| Les données manquantes sont à compléter. : de la Révolution au Second Empire |                               |                                    |           |               |
| 1790                                                                         | 1871                          | ?                                  |           |               |
| Les données manquantes sont à compléter. : depuis la fin du Second Empire    |                               |                                    |           |               |
| 1871                                                                         | 1874                          | ?                                  |           |               |
| 1874                                                                         | 1878                          | ?                                  |           |               |
| 1878                                                                         | 1884                          | ?                                  |           |               |
| 1884                                                                         | 1888                          | ?                                  |           |               |
| 1888                                                                         | 1892                          | ?                                  |           |               |
| 1892                                                                         | 1896                          | ?                                  |           |               |
| 1896                                                                         | 1900                          | ?                                  |           |               |
| 1900                                                                         | 1904                          | ?                                  |           |               |
| 1904                                                                         | 1908                          | ?                                  |           |               |
| 1908                                                                         | 1912                          | ?                                  |           |               |
| 1912                                                                         | 1919                          | ?                                  |           |               |
| 1919                                                                         | 1925                          | ?                                  |           |               |
| 1925                                                                         | 1929                          | ?                                  |           |               |
| 1929                                                                         | 1935                          | ?                                  |           |               |
| 1935                                                                         | 1945                          | ?                                  |           |               |
| 1945                                                                         | 1947                          | ?                                  |           |               |
| 1947                                                                         | 1953                          | ?                                  |           |               |
| 1953                                                                         | 1959                          | ?                                  |           |               |
| 1959                                                                         | 1965                          | ?                                  |           |               |
| 1965                                                                         | 1971                          | ?                                  |           |               |
| 1971                                                                         | 1977                          | ?                                  |           |               |
| 1977                                                                         | 1983                          | ?                                  |           |               |
| 1983                                                                         | 1989                          | ?                                  |           |               |
| 1989                                                                         | 1995                          | ?                                  |           |               |
| 1995                                                                         | 2001                          | ?                                  |           |               |
| 2001                                                                         | 2008                          | Anne Marie Blanc                   |           |               |
| 2008                                                                         | 2014                          | Antoine Ivarnes                    | DVD       | retraité      |
| 2014                                                                         | 2020                          | Antoine Ivarnes                    |           | maire sortant |
| 2020                                                                         | En cours (au 7 décembre 2020) | Nadège Rancon[source insuffisante] |           |               |

### Rattachements administratifs et électoraux
Pour les élections législatives, la commune appartenait au Canton de Nyons avant mars 2015. Depuis, elle fait partie de la Troisième circonscription de la Drôme.

## Population et société

### Démographie
L'évolution du nombre d'habitants est connue à travers les recensements de la population effectués dans la commune depuis 1793. Pour les communes de moins de 10 000 habitants, une enquête de recensement portant sur toute la population est réalisée tous les cinq ans, les populations de référence des années intermédiaires étant quant à elles estimées par interpolation ou extrapolation. Pour la commune, le premier recensement exhaustif entrant dans le cadre du nouveau dispositif a été réalisé en 2007.

En 2022, la commune comptait 326 habitants, en évolution de +7,24 % par rapport à 2016 (Drôme : +2,64 %, France hors Mayotte : +2,11 %).
| 1793 | 1800 | 1806 | 1821 | 1831 | 1836 | 1841 | 1846 | 1851 |
| ---- | ---- | ---- | ---- | ---- | ---- | ---- | ---- | ---- |
| 515  | 531  | 604  | 603  | 652  | 684  | 651  | 711  | 720  |

| 1856 | 1861 | 1866 | 1872 | 1876 | 1881 | 1886 | 1891 | 1896 |
| ---- | ---- | ---- | ---- | ---- | ---- | ---- | ---- | ---- |
| 709  | 686  | 667  | 640  | 644  | 611  | 581  | 542  | 512  |

| 1901 | 1906 | 1911 | 1921 | 1926 | 1931 | 1936 | 1946 | 1954 |
| ---- | ---- | ---- | ---- | ---- | ---- | ---- | ---- | ---- |
| 520  | 533  | 490  | 448  | 422  | 386  | 404  | 350  | 333  |

| 1962 | 1968 | 1975 | 1982 | 1990 | 1999 | 2006 | 2007 | 2012 |
| ---- | ---- | ---- | ---- | ---- | ---- | ---- | ---- | ---- |
| 283  | 291  | 263  | 251  | 260  | 269  | 272  | 272  | 280  |

| 2017 | 2022 | - | - | - | - | - | - | - |
| ---- | ---- | - | - | - | - | - | - | - |
| 308  | 326  | - | - | - | - | - | - | - |

### Enseignement
La commune possède une école primaire. Les collèges et lycées les plus proches sont à Nyons[réf. nécessaire].

### Santé

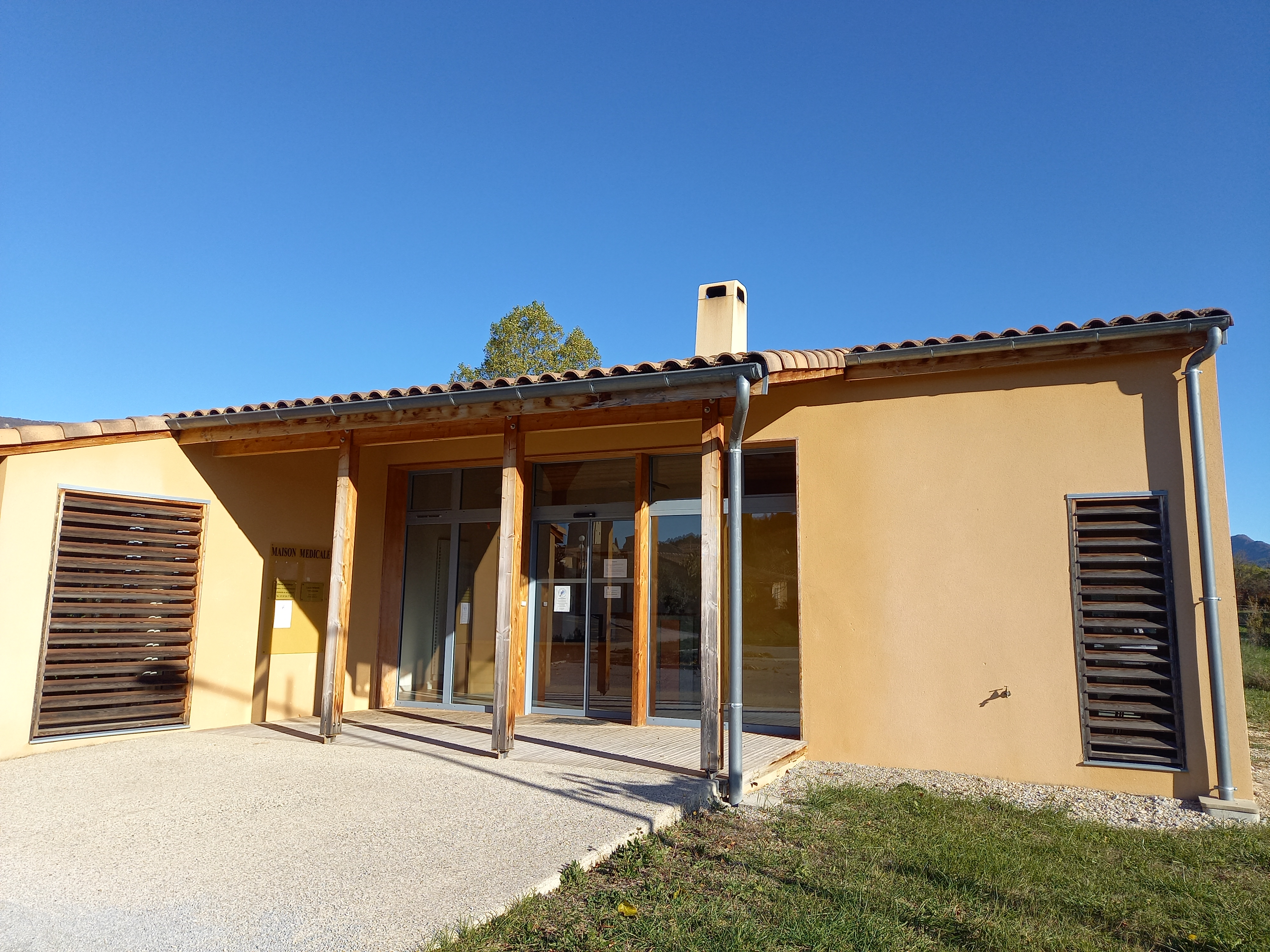
La maison médicale de Sainte Jalle.

La commune possède une maison médicale comprenant un médecin, une orthophoniste, un kinésithérapeute, une psychologue et deux acupunctrices. Un autre kinésithérapeute exerce dans un cabinet indépendant. Un pédicure-podologue et une réflexologue plantaire donnent des soins à domicile. Infirmières, aides-soignantes et aides à domicile sont mises à disposition par le centre médico-social de Curnier[réf. nécessaire].
Les hôpitaux les plus proches sont à Buis-les-Baronnies (à 14 km) et Nyons (à 17 km).

### Manifestations culturelles et festivités
- Fête locale : le dimanche avant le 24 août[17].

### Loisirs
- Randonnées[17] pédestres et équestres)[réf. nécessaire] : GRP Tour des Baronnies Provençales[1].
- Chasse[17].

### Sports
- escalade[réf. nécessaire],
- parapente[réf. nécessaire].

## Économie

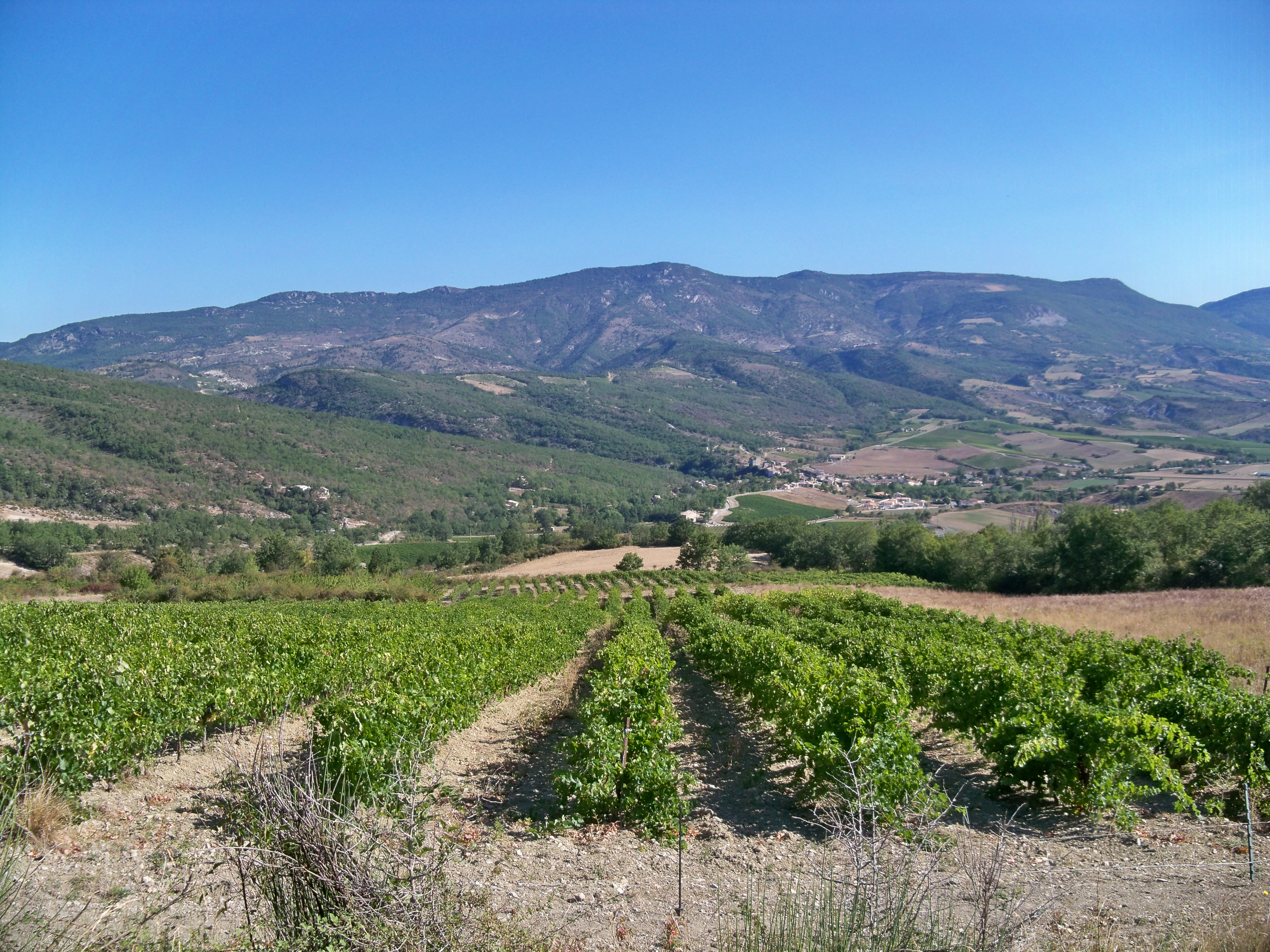
Vignes à Sainte-Jalle.

### Agriculture
En 1992 : vignes, arbres fruitiers, lavande, pâturages (ovins).
- Foire Saint-Barthélemy : le samedi avant le 24 août[17].

On y cultive la vigne (vins coteaux-des-baronnies), du lavandin, de l'épeautre et des abricotiers[réf. nécessaire].

### Commerce
La commune possède une supérette, un bar-restaurant, une boulangerie[réf. nécessaire].

### Tourisme
L'hébergement est assuré par cinq gîtes et un camping[réf. nécessaire].
La commune possède un camp naturiste.

## Culture locale et patrimoine

### Lieux et monuments
- Église Notre-Dame-de-Beauvert (XIe siècle)[17].

Elle aurait été construite en 852. Elle a remplacé un ancien temple romain, ainsi que le démontrent l'inscription latine qui se trouve sur un pilier, à droite du chœur et les quatre colonnes antiques de l'abside[réf. nécessaire].
Son clocher est massif.
Son porche sculpté est remarquable : il est surmonté d’une frise que soutiennent des chapiteaux sculptés représentant un personnage tenant, dans l'une de ses mains levées, un faucon, et dans l'autre, une fleur ; à droite est un joueur de violon et à gauche, un troisième personnage (ayant lui-même à sa gauche un paon qui se désaltère dans un vase) a, dans sa main un bâton fleuri[réf. nécessaire].
L'église est inscrite au titre des monuments historiques (MH) depuis 1926.
- Château : donjon (XIIe siècle) et logis flanqué d'une tour circulaire (XVIe siècle). Il a été récemment restauré[réf. nécessaire].
- Village ancien, en partie ruiné : poternes, passages voûtés, restes de fortifications (XIIe siècle) avec trois tours[17] et deux portes fortifiées[réf. nécessaire].
- Chapelle des pénitents (XVIIe siècle)[17].
- Chapelle perchée[17].
- Pont des Rieufrais[17].
- Fontaine[17].

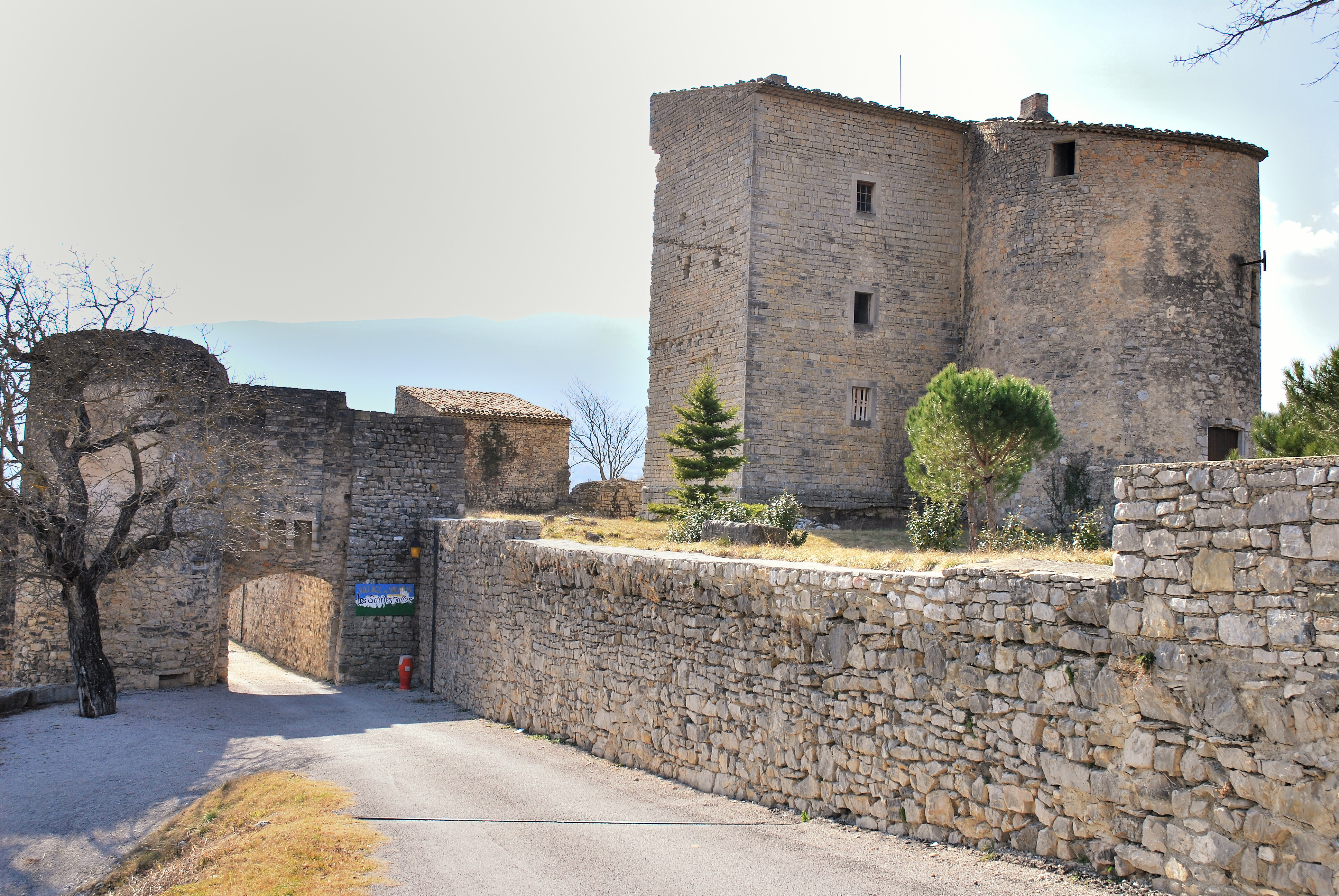
Ancienne porte d'accès au village.
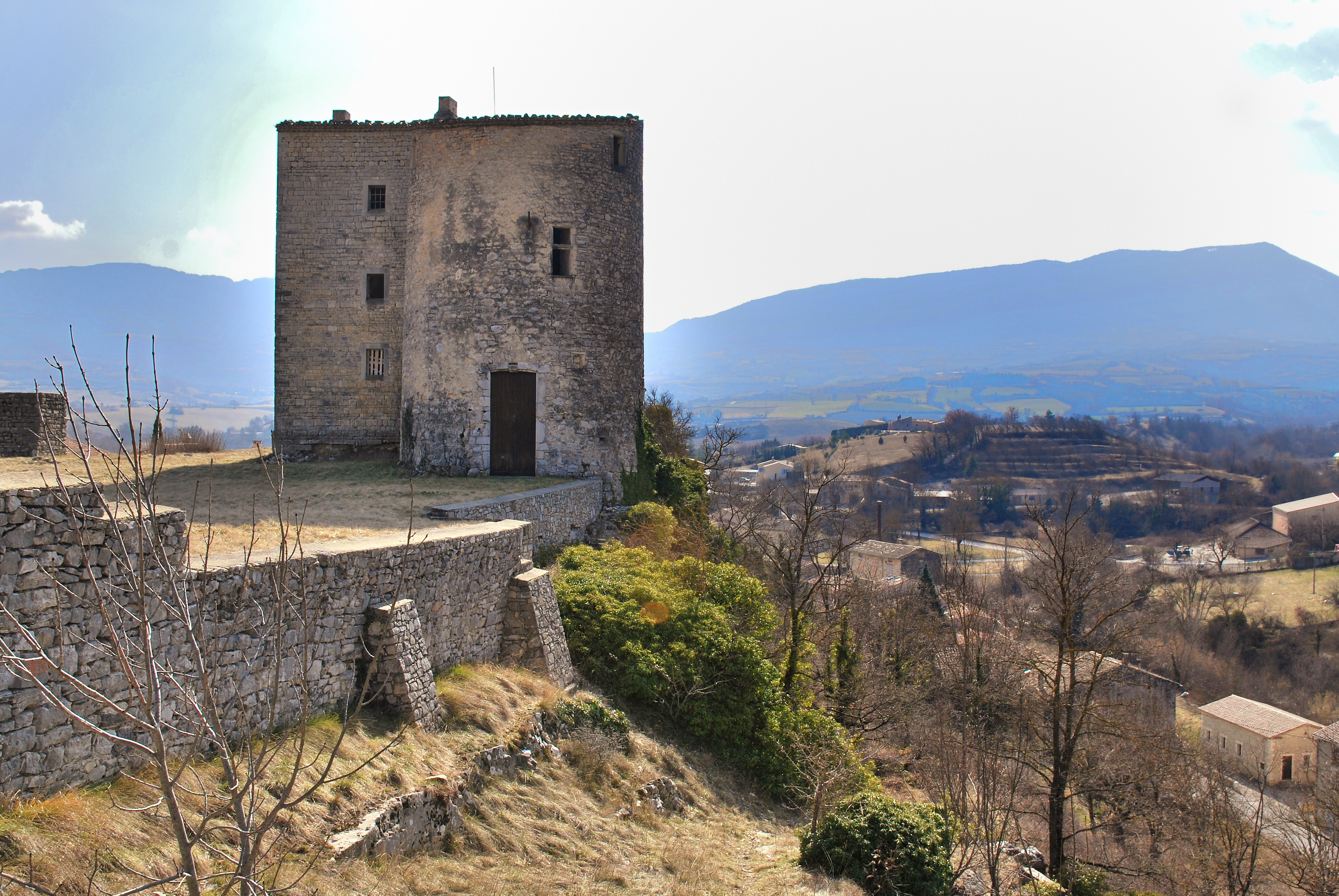
Donjon.
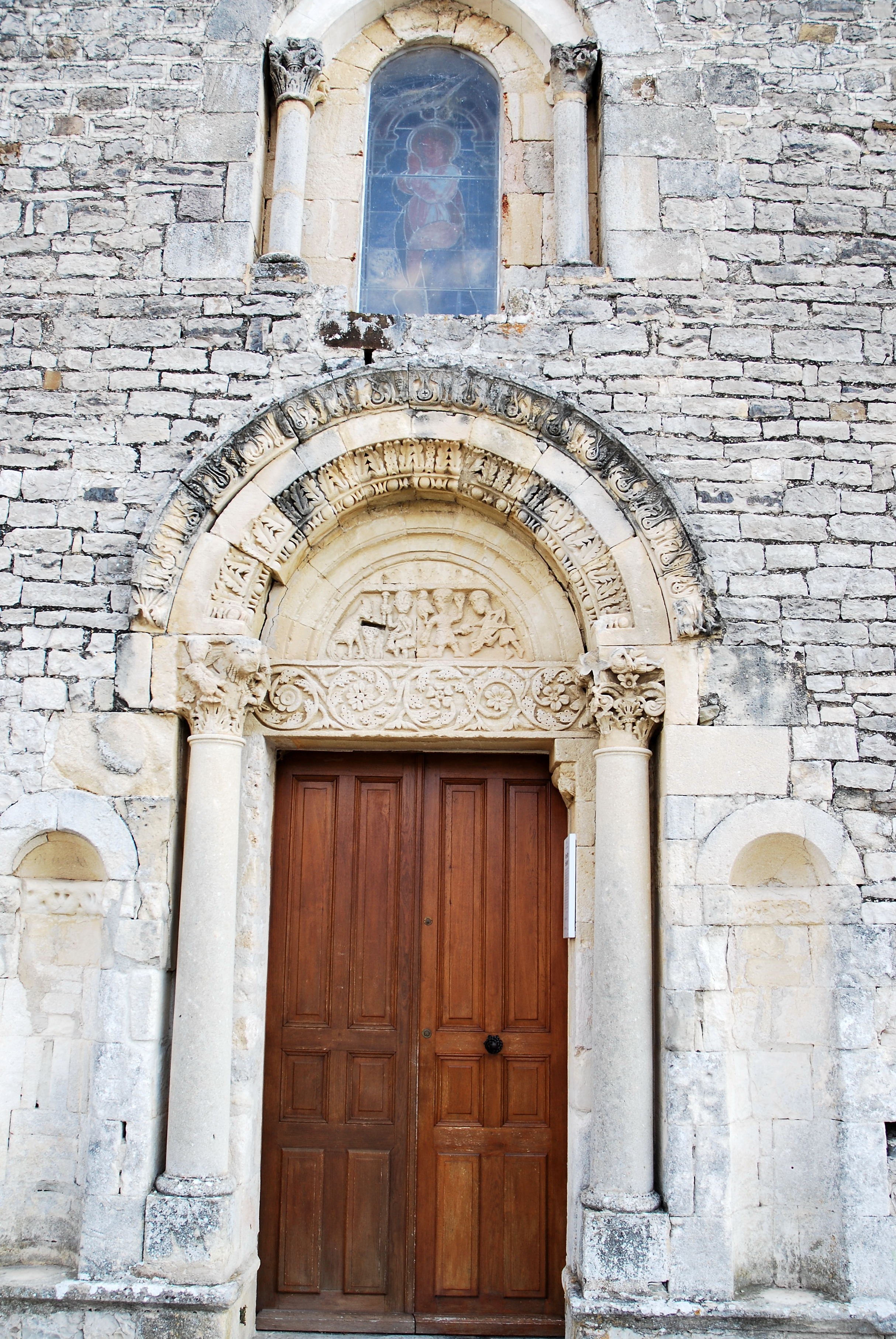
Portail de l'église Notre-Dame-de-Beauvert.
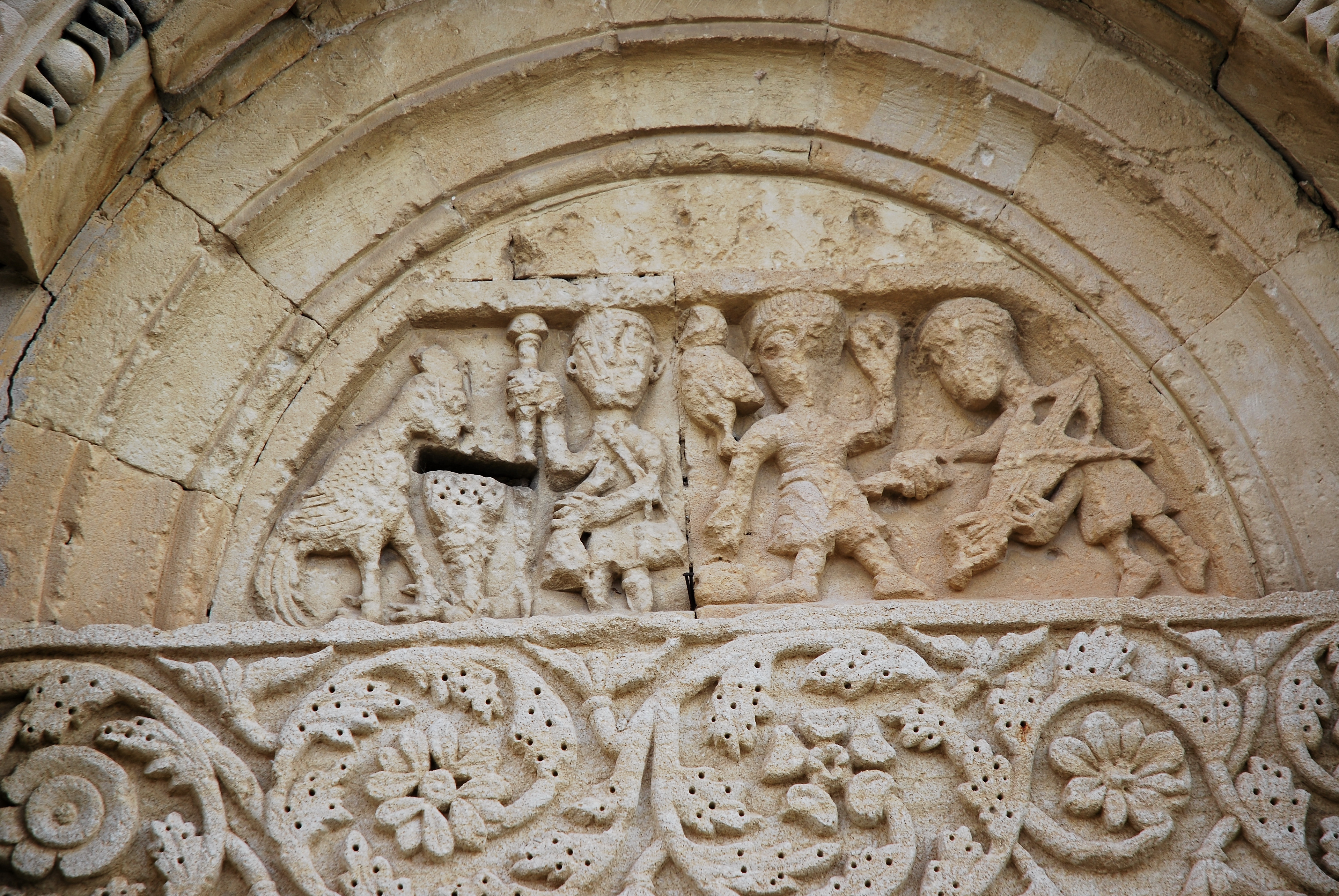
Détail de la frise et du tympan.
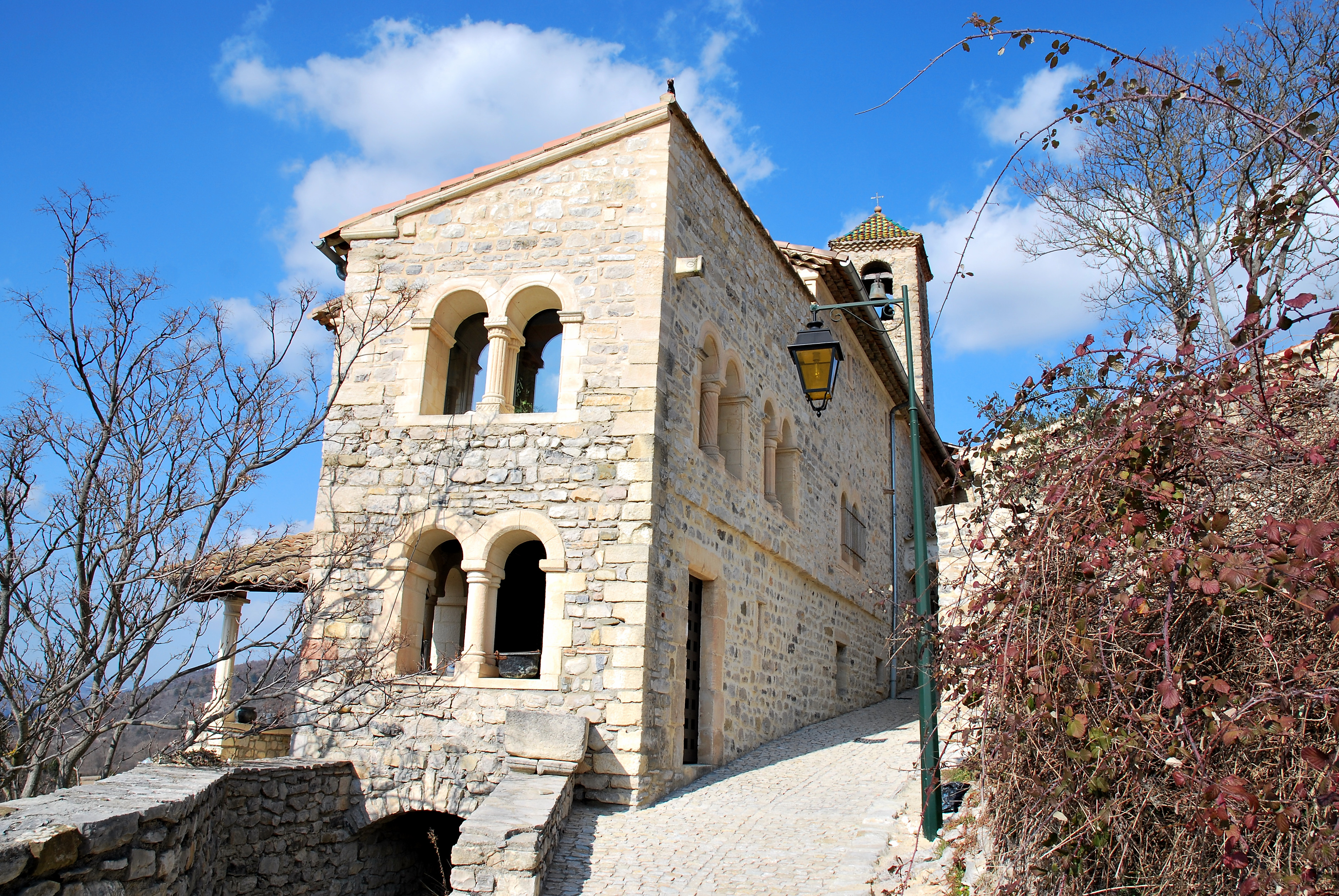
Maison ancienne.

### Patrimoine naturel
[réf. nécessaire]

### Personnalités liées à la commune
- Sainte Galle de Bagenum (VIe siècle) : vierge consacrée à Valence en présence de sept évêques. Elle vivait dans son village d'origine qui s'appelait à l'époque Bagenum et auquel elle a donné son nom : Sainte-Jalle. Elle est fêtée les 1er février et 6 novembre[16][source insuffisante].
- Alphonse de Fortia de Forville, marquis de Sainte-Jalle.

### Héraldique, logotype et devise
| Blason de Sainte-Jalle | Blason  | D'azur au lion d'or.                                                          |
| Blason de Sainte-Jalle | Détails | Couleur du champ incertaine. Le statut officiel du blason reste à déterminer. |